# Phil Chess
Philip Chess, dit Phil Chess (né Fiszel Czyż à Motol alors en Pologne, aujourd'hui en Biélorussie, le 27 mars 1921 et mort à Tucson en Arizona le 19 octobre 2016),, est un producteur américain de musique, fondateur de Chess Records avec son frère Leonard.

## Blues Hall of Fame
Phil et Leonard Chess sont tous les deux introduits au Blues Hall of Fame en 1995. En février 2013, Phil Chess assiste à la cérémonie organisée par la Recording Academy pour recevoir le Trustees Awards for non-performers qui lui est décerné ainsi qu'à son frère .